# Amorphinopsis fenestrata
Amorphinopsis fenestrata är en svampdjursart som först beskrevs av Ridley 1884.  Amorphinopsis fenestrata ingår i släktet Amorphinopsis och familjen Halichondriidae. Inga underarter finns listade i Catalogue of Life.